# De Spin Ghar Bazan
De Spin Ghar Bazan es un equipo de fútbol en Afganistán. Juegan en la Liga Premier de Afganistán.

## Historia
El 1 de agosto de 2012, fue creado el club en la ciudad de Kabul debido a la creación de la nueva Liga Premier de Afganistán. Sus jugadores fueron elegidos por el programa afgano Maidan-e-Sabz (Campo Verde).
En la Afghan Premier League 2012 llegó a la semifinal, terminó goleado 0-10 por el Toofaan Harirood F.C., en la Liga Premier de Afganistán 2013 quedan eliminados en la fase de grupos, el 22 de agosto siendo goleados por Toofaan Harirood F.C. 5-0 el 5 de septiembre goleados por el Simorgh Alborz FC 5-0, y solo una victoria 1-2 contra el Mawjhai Amu F.C. el 26 de septiembre, en la Liga Premier de Afganistán 2014 fueron eliminados en semifinales empatando 1-1 en ida y perdiendo 3-0 contra el Shaheen Asmayee F.C., en la Liga Premier de Afganistán 2015 lograron el campeonato al empatar 0-0 y derrotar 3-4 en las penaltis al Shaheen Asmayee F.C..

## Estadio

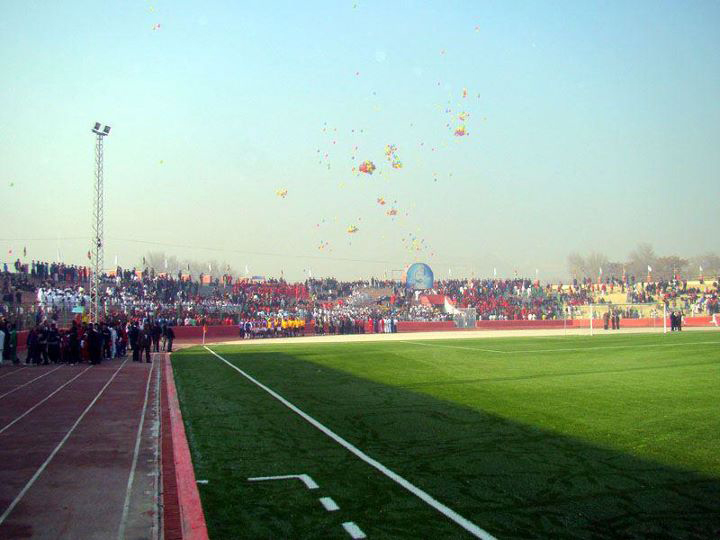
Estadio Nacional de Afganistán.

El equipo juega de local en el Estadio Nacional de Afganistán, donde juegan también Afganistán, Maiwand Kabul F.C., Ferozi F.C., Seramiasht F.C., Javan Azadi Kabul F.C. y Hakim Sanayi Kabul F.C., el estadio fue construido en 1923, está ubicado en Kabul y tiene capacidad para 23.000 espectadores.

## Palmarés
- 1 Liga Premier de Afganistán: 2015

## Datos del club
- Temporadas en Liga Premier de Afganistán: 4.
- Mayor goleada conseguida: 
  - De Spin Ghar Bazan F.C. 3-1 De Abasin Sape F.C. el 10 de septiembre de 2015.
  - Oqaban Hindukush F.C. 0-2 De Spin Ghar Bazan F.C. el 16 de septiembre de 2015.
- Mayor goleada recibida: 
  - De Spin Ghar Bazan F.C. 0-10 Toofaan Harirood F.C. el 12 de octubre de 2012.
- Mejor puesto en la liga: Campeón en la Liga Premier de Afganistán 2015.
- Peor puesto en la liga: Fase de grupos en la Liga Premier de Afganistán 2013.